# Хуан Кала
Хуан Торрес Руїс (ісп. Juan Torres Ruiz, відоміший як Хуан Кала (ісп. Juan Cala), або просто Кала (ісп. Cala); нар. 26 листопада 1989, Лебріха, Іспанія) — іспанський футболіст, що виступає на позиції центрального захисника.

## Кар'єра

### Севілья
Кала є вихованцем клубу «Севілья». Професійний дебют гравця у футболі відбувся в сезоні 2007/2008 у складі її резервної команди, що виступала в Сегунді. 9 грудня 2009 року в матчі групового етапу Ліги чемпіонів 2009/2010 проти «Рейнджерса» він дебютував у складі першої команди. Перша поява гравця в матчі Ла-Ліги відбулася 7 лютого 2010 року в поєдинку проти «Сарагоси», яку «Севілья» програла з рахунком 1:2. У цьому ж сезоні Кала забив у трьох іграх поспіль, встановивши цим клубний рекорд для захисників.
Сезон 2009/2010 Кала провів в оренді в «Картахені», що виступала у другому іспанському дивізіоні, забивши в першому ж матчі проти «Барселони Б». У наступному сезоні Калу вирушив в оренду на рік до афінського АЕКа, яким керував колишній тренер «Севільї» Маноло Хіменес. У його складі провів 21 офіційний матч, забивши один гол. Наприкінці січня 2012 року андалусійський клуб повернув гравця на заміну Мартіну Касересу, який перейшов до «Ювентуса», заплативши грецькій команді компенсацію в розмірі 60 000 євро. У сезоні 2013/2014 Кала провів 8 повних матчів у складі «Севільї» в Лізі Європи, що завершилася перемогою іспанського клубу.

### Кардіфф Сіті
7 лютого 2014 року Калу підписав контракт з валлійським «Кардіфф Сіті» на 2,5 роки, а вже через 8 днів у грі Кубка Англії відбувся його дебют за нову команду. Після того, як гравець висловив своє невдоволення в Твіттері тим, що йому доводиться тренуватися з молодіжною командою, 3 грудня 2014 року контракт з ним розірвали.

### Гранада і Хетафе
В січні 2015 року Калу підписав контракт на 6 місяців з іспанською «Гранадою», однак, не зумівши закріпитися в складі за нового головного тренера команди Хосе Рамона Сандоваля, полишив клуб.
25 червня 2015 року Кала уклав угоду на три роки з «Хетафе», який виступав у Прімері. 4 січня в матчі проти хіхонського «Спортінга» він забив свій перший за понад два роки гол в іспанській лізі, чим допоміг своїй команді здобути перемогу.
6 серпня 2016 року Кала підписав орендну угоду на один рік з махачкалинським «Анжі» з опцією викупу гравця по її закінченні. Проте через сім днів у своєму акаунті в Instagram гравець повідомив, що змушений повернутися до Іспанії за сімейними обставинами. Згідно з прес-релізом російського клубу причиною повернення стала важка хвороба молодшого брата футболіста, і «Анжі» пішов назустріч гравцеві.

### Хенань Цзяньє
Попри повідомлення про наміри футболіста продовжити співпрацю з «Хетафе», 1 березня 2018 року відбувся його трансфер до китайського «Хенань Цзяньє», за який він провів 11 матчів.

### Лас-Пальмас і Кадіс
Влітку 2018 року Кала повернувся до Іспанії, і 7 липня підписав контракт на два роки з «Лас-Пальмасом». 18 червня 2019 року він розірвав свій контракт, а 17 липня уклав договір на п'ять років з Кадісом.

## Статистика виступів за клуб
Станом на 19 травня 2018
| Клуб               | Сезон              | Дивізіон              | Ліга | Ліга | Кубок | Кубок | Кубок ліги | Кубок ліги | Європа | Європа | Загалом | Загалом |
| Клуб               | Сезон              | Дивізіон              | Ігри | Голи | Ігри  | Голи  | Ігри       | Голи       | Ігри   | Голи   | Ігри    | Голи    |
| ------------------ | ------------------ | --------------------- | ---- | ---- | ----- | ----- | ---------- | ---------- | ------ | ------ | ------- | ------- |
| Севілья Б          | 2007–08            | Сегунда Дивізіон      | 5    | 0    | 0     | 0     | 0          | 0          | 0      | 0      | 5       | 0       |
| Севілья Б          | 2008–09            | Сегунда Дивізіон      | 11   | 0    | 0     | 0     | 0          | 0          | 0      | 0      | 11      | 0       |
| Севілья            | 2009–2010          | Ла-Ліга               | 5    | 3    | 2     | 0     | 0          | 0          | 1      | 0      | 8       | 0       |
| Cartagena (оренда) | 2010–11            | Сегунда Дивізіон      | 25   | 4    | 1     | 0     | 0          | 0          | 0      | 0      | 26      | 4       |
| АЕК (оренда)       | 2011–12            | Суперліга (Греція)    | 13   | 1    | 2     | 0     | 0          | 0          | 6      | 0      | 21      | 1       |
| Севілья            | 2011–2012          | Ла-Ліга               | 8    | 1    | 0     | 0     | 0          | 0          | 0      | 0      | 14      | 1       |
| Севілья            | 2012–2013          | Ла-Ліга               | 10   | 0    | 3     | 1     | 0          | 0          | 0      | 0      | 13      | 1       |
| Севілья            | 2013–2014          | Ла-Ліга               | 9    | 1    | 2     | 0     | 0          | 0          | 8      | 0      | 19      | 1       |
| Севілья            | Загалом            | Загалом               | 48   | 5    | 7     | 1     | 0          | 0          | 9      | 0      | 64      | 3       |
| Кардіфф Сіті       | 2013–14            | Прем'єр-ліга (Англія) | 7    | 2    | 1     | 0     | 0          | 0          | 0      | 0      | 8       | 2       |
| Кардіфф Сіті       | 2014–15            | Чемпіоншип            | 1    | 0    | 0     | 0     | 2          | 0          | 0      | 0      | 3       | 0       |
| Кардіфф Сіті       | Загалом            | Загалом               | 8    | 2    | 1     | 0     | 2          | 0          | 0      | 0      | 11      | 2       |
| Гранада            | 2014–2015          | Ла-Ліга               | 7    | 0    | 0     | 0     | 0          | 0          | 0      | 0      | 7       | 0       |
| Гранада            | Загалом            | Загалом               | 7    | 0    | 0     | 0     | 0          | 0          | 0      | 0      | 7       | 0       |
| Хетафе             | 2015–2016          | Ла-Ліга               | 22   | 1    | 1     | 0     | 0          | 0          | 0      | 0      | 23      | 1       |
| Хетафе             | 2016–17            | Сегунда Дивізіон      | 31   | 3    | 1     | 0     | 0          | 0          | 0      | 0      | 34      | 3       |
| Хетафе             | 2017–2018          | Ла-Ліга               | 20   | 2    | 2     | 0     | 0          | 0          | 0      | 0      | 22      | 2       |
| Хетафе             | Загалом            | Загалом               | 73   | 6    | 4     | 0     | 0          | 0          | 0      | 0      | 77      | 6       |
| Хенань Цзяньє      | 2018               | Китайська Суперліга   | 11   | 0    | 0     | 0     | 0          | 0          | 0      | 0      | 11      | 0       |
| Хенань Цзяньє      | Загалом            | Загалом               | 11   | 0    | 0     | 0     | 0          | 0          | 0      | 0      | 11      | 0       |
| Загалом за кар'єру | Загалом за кар'єру | Загалом за кар'єру    | 185  | 18   | 15    | 1     | 2          | 0          | 15     | 0      | 217     | 19      |

## Досягнення
«Севілья»
- Володар Кубка Іспанії: 2009/10
- Переможець Ліги Європи УЄФА: 2013/14